# Churba
Churba (russisch Хурба́) ist ein Dorf (selo) in der Region Chabarowsk (Russland) mit 5046 Einwohnern (Stand 1. Oktober 2021).

## Geographie
Der Ort liegt etwa 250 Kilometer Luftlinie nordöstlich des Regionsverwaltungszentrums Chabarowsk, etwa 8 Kilometer vom kleinen linken Arm protoka Kriwaja und 12 Kilometer vom Hauptarm des Amur entfernt. Oberhalb (südlich) des Ortes fließen die in den Kriwaja-Arm mündenden Flüsschen Bolschaja (Große) und Malaja (Kleine) Churba vorbei.
Churba gehört zum Rajon Komsomolski und ist von dessen Verwaltungssitz Komsomolsk am Amur knapp 20 Kilometer in südsüdwestlicher Richtung entfernt. Es ist Sitz und einzige Ortschaft der Landgemeinde (selskoje posselenije) Selo Churba.

## Geschichte
Das Dorf wurde um 1912 unweit der alten nanaischen Siedlung Uschtschu gegründet und nach den unweit fließenden Bächen benannt. Als offizielles Gründungsjahr gilt jedoch 1937, als der Ort im Zusammenhang mit der Errichtung der Bahnverbindung zwischen Chabarowsk und Komsomolsk erheblich ausgebaut wurde. Die Strecke ging 1940 in Betrieb, 1943 entstand im Ort ein Forstwirtschaftsbetrieb. Ab den 1950er-Jahren wurden in Churba Einheiten der Sowjetarmee stationiert und ein Militärflugplatz errichtet, der später auch für die zivile Nutzung geöffnet wurde.

### Bevölkerungsentwicklung
| Jahr | Einwohner |
| ---- | --------- |
| 1979 | 5299      |
| 2002 | 5704      |
| 2010 | 5957      |
| 2021 | 5046      |

Anmerkung: Volkszählungsdaten

## Verkehr
Churba liegt bei Streckenkilometer 332 der Eisenbahnstrecke von Wolotschajewka bei Chabarowsk nach Komsomolsk – Dsjomgi. Einige Kilometer nördlich liegt an der Strecke der Rangierbahnhof von Komsomolsk (Komsomolsk-Sortirowotschnaja); dort zweigt der östliche Abschnitt der Baikal-Amur-Magistrale nach Sowetskaja Gawan ab, der den Amur 13 Kilometer nordöstlich von Churba mit einer 1975 eröffneten kombinierten Eisenbahn-Straßen-Brücke überquert. Über die Brücke führt auch die Regionalstraße R454 Chabarowsk – Komsomolsk, von der die Churba durchquerende Straße in die 20 Kilometer südlich am linken Amur-Ufer gelegene Stadt Amursk abzweigt.
3,5 Kilometer östlich von Churba liegt der nach dem Dorf benannte Militärflugplatz Churba, der auch als ziviler Flughafen von Komsomolsk dient (IATA-Flughafencode KXK, ICAO-Code UHKK).